# Závada (odbočka)
Závada (nebo též Odb Závada) je odbočka, která se nachází v km 286,868 trati Dětmarovice–Zebrzydowice mezi stanicí Dětmarovice a zastávkou Závada. V odbočce se do této trati napojuje spojka do odbočky Koukolná  na trati Bohumín–Čadca, která umožňuje jízdu mezi stanicemi Petrovice u Karviné a Karviná hlavní nádraží bez potřeby úvrati v Dětmarovicích. Nachází se na katastrálním území Závada nad Olší (část obce Petrovice u Karviné) a leží u vesnice Závada.

## Popis odbočky
Odbočka je vybavena elektronickým stavědlem ESA 11. Odbočka je dálkově ovládána u CDP Přerov, případně z  Petrovic u Karviné nebo z Dětmarovic, místní obsluha není možná. V odbočce jsou celkem čtyři výhybky (dvě na spojce mezi traťovými kolejemi trati Dětmarovice – Petrovice u Karviné, jedna směrem na spojku a jedna na odvratnou kolej ze spojky), které jsou vybaveny elektromotorickými přestavníky a ohřevem v zimním období. Jízda vlaků do/ze všech sousedních dopraven je zabezpečena trojznakovým obousměrným automatickým blokem. Odbočka je kryta pěti vjezdovými návěstidly: 1PL a 2PL od Petrovic u Karviné, 1DS a 2DS od Dětmarovic a KS od Koukolné.